# HVM (기업)
주식회사 HVM은 우주항공용 소재와 반도체 스퍼터링 타겟 소재, 수소연료전지·원자력 발전 소재, FMM 소재를 생산하는 제조업체이다.

## 개요
- 로켓 발사체 부품, 항공기 부품, PVD 스퍼터링 타겟 소재, 파인 메탈 마스크(FMM) 소재 등을 제조하며 약 300개 이상의 고객사를 가지고 있다.
- 한국항공우주연구원과 나로호 발사체에 들어가는 연소기용 합금 소재를 개발한 이력이 있다.[4]

## 본점 및 지점 현황
- 본점: 경기도 안양시 동안구 시민대로248번길 25, 305호 (관양동,안양산업진흥원)
- 공장: 충청남도 서산시

## 내용주
1. ↑  전신인 한국진공야금의 설립일
2. ↑  상장 주관사: NH투자증권